# Dolní Zálezly
Dolní Zálezly település Csehországban, az Ústí nad Labem-i járásban. Dolní Zálezly Stebno, Prackovice nad Labem, Ústí nad Labem és Řehlovice településekkel határos. Lakosainak száma 560 fő (2024. január 1.).

## Népesség
A település lakosságának változását az alábbi diagram mutatja:
| Lakosok száma | 460  | 472  | 631  | 587  | 553  | 505  | 580  | 576  | 569  | 560  |
|               | 1869 | 1890 | 1921 | 1950 | 1980 | 2001 | 2017 | 2019 | 2022 | 2024 |